# Liste der geschützten Landschaftsbestandteile im Landkreis Hameln-Pyrmont
Im Landkreis Hameln-Pyrmont gibt es 6 ausgewiesene geschützte Landschaftsbestandteile.
| Baumschutzsatzung Stadt Hessisch Oldendorf                               | BW | GLB HM 00001   | Hessisch Oldendorf    | ⊙ |  | 25. Sep. 1984 |
| Baum- und Heckenbestand auf dem Gebiet der Gemeinde Emmerthal            | BW | GLB HM 00002   | Emmerthal             | ⊙ |  | 15. Feb. 1990 |
| Baum- und Heckenschutzsatzung Flecken Salzhemmendorf                     | BW | GLB HM 00003   | Salzhemmendorf        | ⊙ |  | 20. Dez. 1993 |
| Schutz des Baum- und Heckenbestandes für das Gebiet der Stadt Bad Münder | BW | GLB HM 00004   | Bad Münder am Deister | ⊙ |  | 6. Mai 1997   |
| Baumschutzsatzung Stadt Hameln                                           | BW | GLB HM-S 00001 | Hameln                | ⊙ |  | 17. Dez. 1987 |
| Klüttunnel                                                               |    | GLB HM-S 00002 | Hameln                | ⊙ |  | 17. Dez. 1997 |
| Legende für Geschützter Landschaftsbestandteil                           |    |                |                       |   |  |               |